# Oswojony
Oswojony – trzeci solowy album Krzysztofa Myszkowskiego, założyciela i lidera zespołu Stare Dobre Małżeństwo, wydany w 2012 r. Autorem tekstów zaprezentowanych na płycie jest Jan Rybowicz, natomiast muzykę do nich skomponował Krzysztof Myszkowski.

## Lista utworów
1. Debiut poetycki
2. Wyobraźnia
3. Kraj odwrócony
4. Udawaj/Wyznanie mordercy
5. Stary poeta i Zuzanna
6. Zmarmurowieć
7. Mój zen
8. Do przyjaciela
9. Psalm grzesznika
10. Dedykacja poecie
11. Oswojony przez śmierć
12. Przyzwolenie
13. Spokój